# 娃娃菜

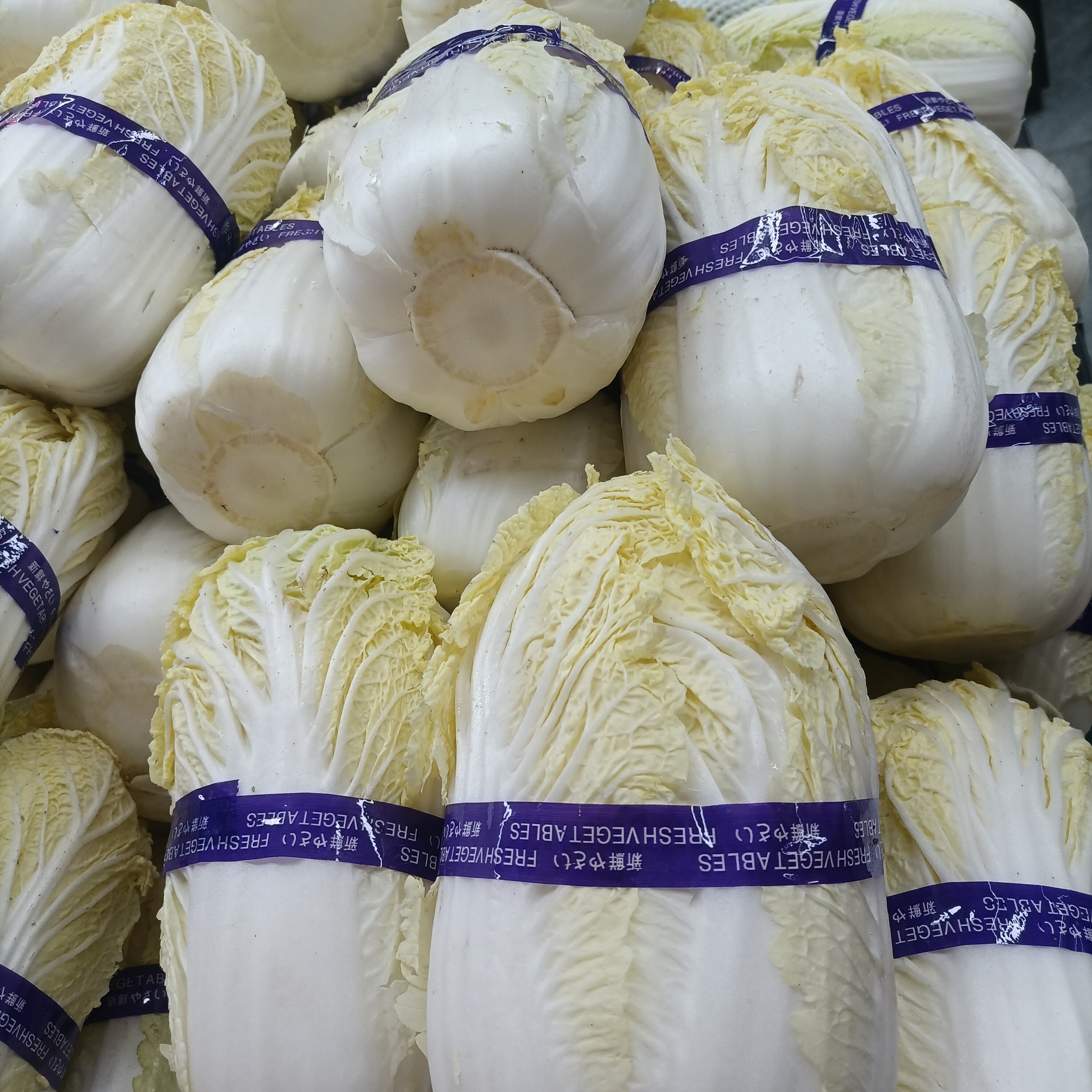
超市内出售的娃娃菜

娃娃菜是对一类小型种黃心大白菜的统称，在中国、日本、韩国、台湾都有种植。娃娃菜菜质鲜嫩、清甜可口，大小为一般大白菜的1/4到1/5。由于娃娃菜在引入中国早期于云南通海县的海拔1500米高山地区种植，所以也叫高山娃娃菜。

## 品种
中国的娃娃菜最早是从韩国引进，“宝娃”、“春月黄”、“春贝黄”、“春玉黄”等都是韩国杂交品种。2006年，河南省农业科学院使用韩国的品种与日本的快熟品种杂交，产生出了中国产品种“夏秋美味”。2018年，云南使用两种韩国品种选育出了“CM15018”品种。
日本トキタ種苗和小林种苗都售卖叫做“娃娃菜”（／ Wawasai）的白菜种子，读音显然是受中文品名影响。另外的「お黄にいり」「黄味小町」等迷你白菜（ミニ白菜）性状也相似。

## 种植
娃娃菜一般在春秋收获。由于菜株小，娃娃菜播种极密，间距20×30 cm。娃娃菜一般于播种后45-65日采收，不耐冻、暑。
中国的娃娃菜多产云南、北京，在青海也有种植。中国产娃娃菜大量销往香港、澳门和台湾，出口到东南亚和东亚各国。

## 营养价值与特点
娃娃菜与大白菜属于同种蔬菜分类，营养价值相当，不存在娃娃菜的营养价值比大白菜高的说法，而且大白菜的性价比高。但娃娃菜口感细嫩润滑甘甜，与大白菜很难嚼烂的菜梗相比，对食客而言有一定吸引力。

## 食用方法
娃娃菜的烹調食用方法較多，炒、燒、燉、醃不一而足，常見菜品有上湯娃娃菜、蒜蓉娃娃菜、乾鍋娃娃菜、火鍋娃娃菜、泡椒娃娃菜、火雞翅湯娃娃菜、鮮湯蘑菇煮娃娃菜等。

## 冒牌娃娃菜
市面上存在大量用大白菜嫩芽剥出来的冒充的娃娃菜，但两者无论从外形还是从营养价值上来比较，基本没有区别，但售价相差较大。

## 历史
娃娃菜于1999年引入中国，时称“春月黄”。改名“娃娃菜”的时间不晚于2004年。

## 参見
- 大白菜
- 小白菜
- 包菜

## 脚注
1. ↑  ，以上的英文名是根据中華民國農業部《常見農漁畜產品雙語詞彙專區》提供的建议，仅供参考[1]